# Liste der Truppenteile der ABC-Abwehrtruppe des Heeres der Bundeswehr

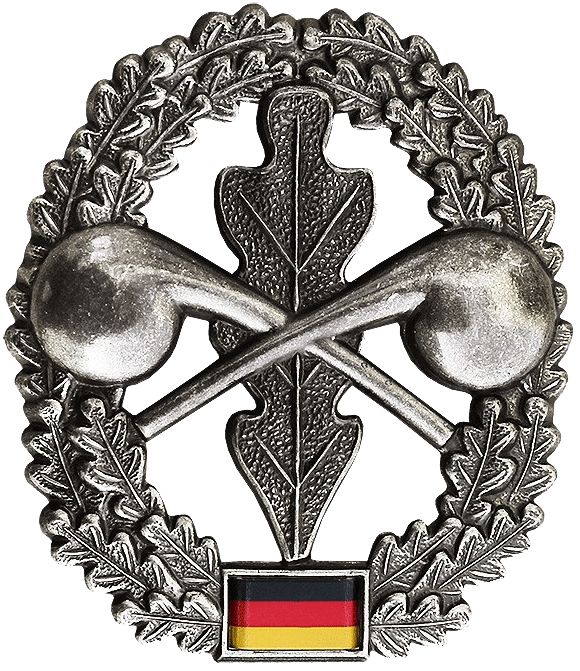
Barettabzeichen der ABC-Truppe

Die Liste der Truppenteile der ABC-Abwehrtruppe des Heeres der Bundeswehr enthält alle aufgelösten Bataillone, Verbände und Großverbände der ABC-Abwehrtruppe des Heeres der Bundeswehr sowie eine kurze Übersicht über ihren Aufstellungszeitpunkt, Stationierungsorte, Unterstellung und über ihre Auflösung oder Umbenennung.
Dies umfasst daher nur die Truppenteile der ABC-Abwehrtruppe vor 2013, als die Truppe geschlossen vom Heer in die Streitkräftebasis wechselte.

## Einführung in die Nummerierungskonventionen
Von der Heeresstruktur II bis zur Heeresstruktur IV (etwa 1990) erfolgte die Nummerierung der ABC-Abwehrverbände des Heeres anhand einer stringenten Nummerierungskonvention. In dieser Zeit konnte man der Bezeichnung meist direkt die Unterstellung des Bataillons oder des Regiments entnehmen. Bei Unterstellungswechseln, Umgliederungen etc. wurde die Nummer bis auf Ausnahmefälle in der Regel jeweils konsequent angepasst. In dieser Zeit gilt umgekehrt aber auch, dass Verbände gleicher Nummer nicht immer in derselben Traditionslinie gesehen werden können. Nach 1990 und der Eingliederung von Teilen der aufgelösten Nationalen Volksarmee und den erheblichen Umgliederungen in den Jahren nach Ende des Kalten Krieges wurde diese Anpassung oft nicht mehr vorgenommen; die Verbände behielten aus Tradition oft ihre Bezeichnung. Ihre Unterstellung lässt sich damit aus ihrer Nummer meist nicht mehr ableiten. Gewisse Rückschlüsse ergeben sich aber in Bezug auf ihre Herkunft und Traditionslinie. Im Folgenden wird die Systematik geordnet nach Größenordnungen der Verbände vorgestellt. Die nachfolgenden Überlegungen zur Systematik der Bezeichnung sind aber auch für die Zeit vor 1990 stets nur als prinzipielles Konzept zu verstehen. Im Falle von Truppenversuchen, in der Aufstellungs- und Auflösungsphase etc. sind immer wieder Abweichungen von der Regel anzutreffen.

## Brigaden
Die ABC-Abwehrbrigade 100 war im Heer der Zukunft (2002–2007) eine von sechs Kampfunterstützungs- bzw. Logistikbrigaden des Heerestruppenkommandos und führte alle Einsatzkräfte der ABC-Abwehrtruppe des Heeres. Diese Brigade war die einzige Brigade der ABC-Abwehrtruppe in der Geschichte des Heeres. Wie alle Brigaden des Heerestruppenkommandos führte der Verband die 100 als Nummer.
|  | Bezeichnung    | Aufstellung (aus) | Stabssitz | Verbleib       | Bemerkung                        |
|  | -------------- | ----------------- | --------- | -------------- | -------------------------------- |
|  | ABCAbwBrig 100 | 2002              | Bruchsal  | 2007 aufgelöst | unterstand Heerestruppenkommando |

## Regimenter
|  | Bezeichnung   | Aufstellung (aus)    | Stabssitz | Verbleib                           | Bemerkung |
|  | ------------- | -------------------- | --------- | ---------------------------------- | --- |
|  | ABCAbwRgt 750 | 2007 (ABCAbwBtl 750) | Bruchsal  | 2014 umgegliedert in ABCAbwBtl 750 | Beiname „Baden“; unterstand zunächst Heerestruppenkommando/Heerestruppenbrigade; 2013 Wechsel zum ABC-Abwehrkommando der Bundeswehr der SKB |

## Bataillone
|  | Bezeichnung       | Aufstellung (aus) | Stabssitz                                      | Verbleib       | Bemerkung                                                                                       |
|  | ----------------- | ----------------- | ---------------------------------------------- | -------------- | ----------------------------------------------------------------------------------------------- |
|  | ABCAbwBtl 7       | 01.04.1993        | Höxter                                         | –              |                                                                                                 |
|  | ABCAbwBtl 110     | 01.04.1980        | Emden Albersdorf                               | 31.03.1997     | um 1990 gekadert in Emden und PiKdo 1 unterstellt                                               |
|  | ABCAbwBtl 120     | 01.04.1971        | Emmerich Albersdorf                            | 31.03.1980     |                                                                                                 |
|  | ABCAbwBtl 210     | 01.04.1963        | Bruchsal                                       | 31.03.1980     |                                                                                                 |
|  | ABCAbwLehrBtl 210 | 01.04.1980        | Sonthofen                                      | 31.03.2005     | um 1990 gekadert und PiKdo 2 unterstellt. Im Frieden Lehrtruppe der ABC- und Selbstschutzschule |
|  | ABCAbwBtl 310     | 01.04.1959        | Emmerzhausen Zweibrücken Nünschweiler Bruchsal | 31.03.1997     | um 1990 gekadert in Zweibrücken und PiKdo 3 unterstellt                                         |
|  | ABCAbwBtl 410     | –                 | –                                              | –              |                                                                                                 |
|  | ABCAbwBtl 431     | –                 | –                                              | –              |                                                                                                 |
|  | ABCAbwBtl 441     | 01.10.1987        | Philipsburg                                    | 1993           | Vernebelungsauftrag und GerEinh beim UKdo 4                                                     |
|  | ABCAbwBtl 442     | –                 | –                                              | –              |                                                                                                 |
|  | ABCAbwBtl 451     | 01.10.1986        | Philipsburg                                    | 30.09.1992     | um 1990 Vernebelungsauftrag und GerEinh beim UKdo 5                                             |
|  | ABCAbwBtl 481     | –                 | Sonthofen                                      | 1993           |                                                                                                 |
|  | ABCAbwBtl 482     | –                 | Zweibrücken                                    | 1993           |                                                                                                 |
|  | ABCAbwBtl 610     | 01.04.1971        | Albersdorf                                     | 31.12.2007     | um 1990 gekadert unterstellt TerrKdo SH                                                         |
|  | ABCAbwBtl 653     | 01.04.1958        | Emmerzhausen                                   | 31.03.1959     |                                                                                                 |
|  | ABCAbwBtl 705     | 01.10.1991        | Bad Düben                                      | 31.03.1997     |                                                                                                 |
|  | ABCAbwBtl 720     | 01.04.1980        | Hage                                           | 1993           | GerEinh beim WBK II                                                                             |
|  | ABCAbwBtl 730     | 01.04.1980        | Düsseldorf                                     | 31.03.1993     | GerEinh beim WBK III                                                                            |
|  | ABCAbwBtl 740     | 01.07.1984        | Bingen                                         | 31.03.1993     | GerEinh beim WBK IV                                                                             |
|  | ABCAbwBtl 750     | 01.04.1980        | Bruchsal                                       | 30.09.1985     | GerEinh beim WBK V                                                                              |
|  | ABCAbwBtl 760     | 01.04.1983        | Dillingen                                      | aufgelöst 1993 | GerEinh beim WBK VI                                                                             |
|  | ABCAbwBtl 772     | 01.04.1973        | Hage                                           | 31.03.1980     |                                                                                                 |
|  | ABCAbwBtl 773     | 01.11.1973        | Düsseldorf                                     | 31.03.1980     |                                                                                                 |
|  | ABCAbwBtl 805     | 01.10.1991        | Prenzlau                                       | 30.09.2007     |                                                                                                 |
|  | ABCAbwBtl 900     | 01.04.1971        | Zweibrücken                                    | 30.09.1992     | teilaktiv; im Frieden zu PiKdo 3, sonst SichVersRgt BMVg                                        |
|  | ABCAbwBtl 906     | 01.07.2008        | Höxter                                         | 31.03.2014     | Ergänzungstruppenteil                                                                           |
|  | ABCAbwBtl 907     | 01.07.2008        | Bruchsal                                       | 31.03.2014     | Ergänzungstruppenteil                                                                           |
|  | ABCAbwBtl 951     | 16.10.1964        | Zweibrücken                                    | 31.03.1971     |                                                                                                 |
|  | ABCAbwBtl 4201    | 01-10.1986        | Bad Rothenfelde                                | aufgelöst 1993 | GerEinh unterstellt WBK II und vorgesehen für WHNS                                              |
|  | ABCAbwBtl 4301    | 01.10.1986        | Düsseldorf                                     | aufgelöst 1993 | GerEinh unterstellt WBK III und vorgesehen für WHNS                                             |
|  | ABCAbwBtl 4401    | 01.12.1984        | Baumholder                                     | aufgelöst 1993 | GerEinh unterstellt WBK IV und vorgesehen für WHNS                                              |
|  | ABCAbwBtl 4402    | 01.10.1964        | Mainz-Kastel                                   | aufgelöst 1993 | GerEinh unterstellt WBK IV und vorgesehen für WHNS                                              |
|  | ABCAbwBtl 4501    | 01.10.1986        | Pforzheim                                      | aufgelöst 1993 | GerEinh unterstellt WBK V und vorgesehen für WHNS                                               |

## Abkürzungen
- ABCAbwBtl → ABC-Abwehrbataillon
- ABCAbwLehrBtl → ABC-Abwehrlehrbataillon
- ABCAbwBrig → ABC-Abwehrbrigade
- ABCAbwRgt → ABC-Abwehrregiment
- GerEinh → Geräteeinheit
- PiKdo → Pionierkommando
- SichVersRgt BMVg → Sicherungs- und Versorgungsregiment beim Bundesministerium der Verteidigung
- SKB → Streitkräftebasis
- TerrKdo → Territorialkommando
- TerrKdo SH → Territorialkommando Schleswig-Holstein
- UKdo → Unterstützungskommando
- WBK → Wehrbereichskommando
- WHNS → Wartime Host Nation Support